# 孟買唐人街

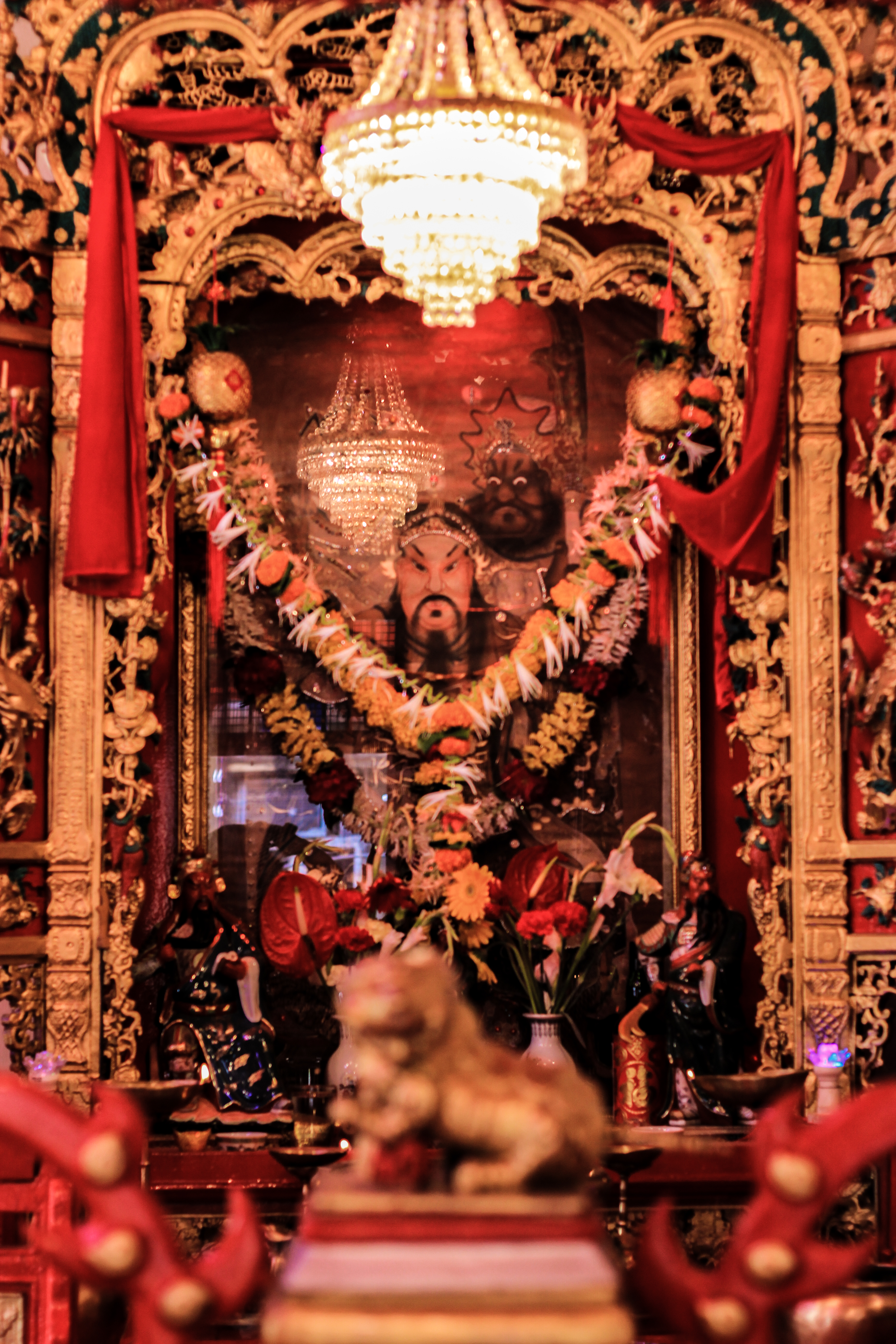
(Kwan Tai Kwon, 關太公)即關聖帝君。

在1960年代，孟買的Mazagaon當地有一個小型的中國城  。1962年中印边境战争之後，大多數中國人被視為叛徒而離開了該城鎮 。目前，孟買有400個家庭是來自中國的華裔 。關於中國寺廟和墓地均位於Mazagaon

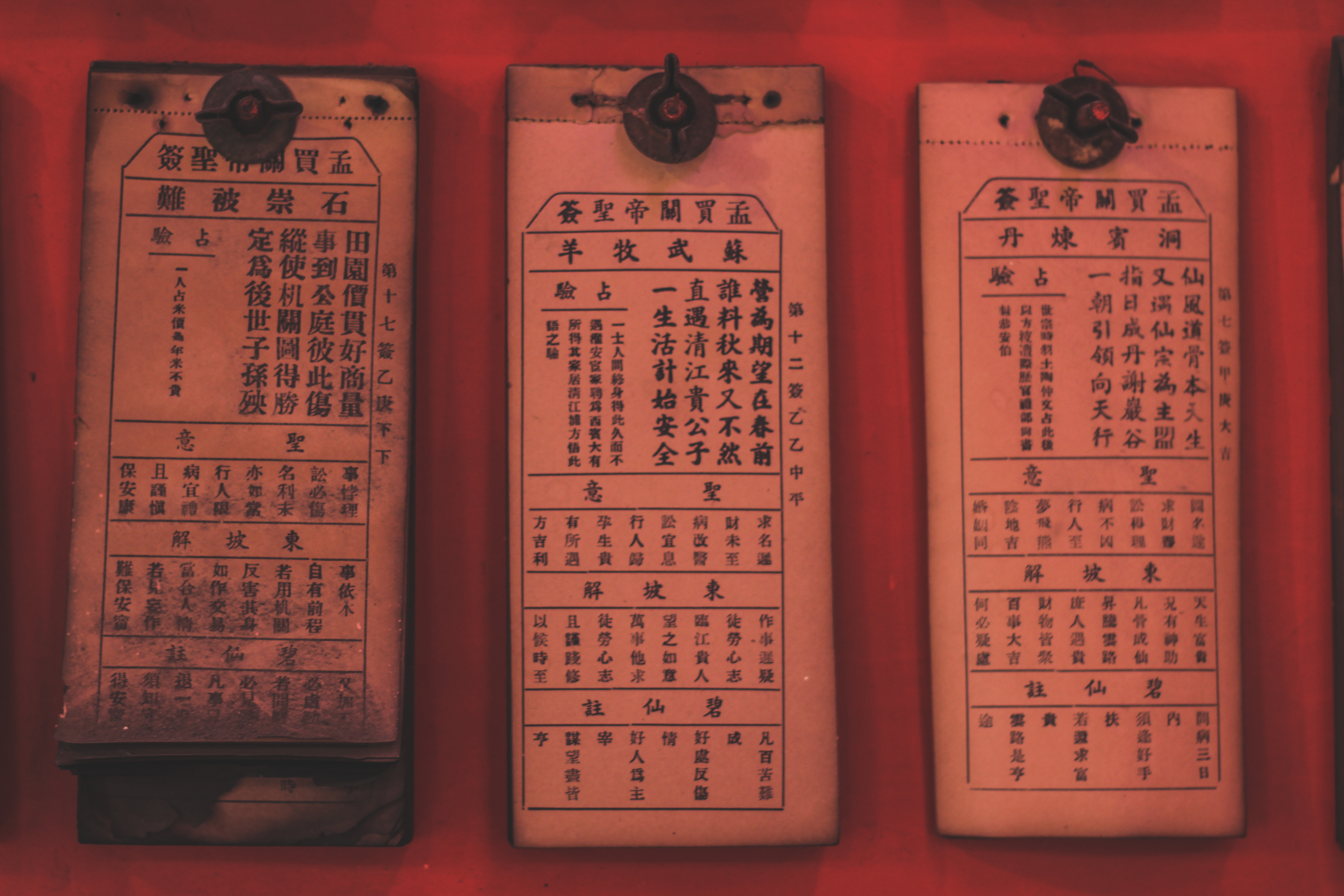
在孟買關帝廟中發現的籤詩。

這是在孟買的一個最古老的中國寺廟，奉祀著關聖帝君(當地稱Kwan Tai Kwon, 關太公)，這座寺廟是一間二層樓的樓房，在中國新年和中秋節期間，當地的中國人都會聚集於此。